# Yu-Feng Wu
Yu-Feng Wu (21 de agosto de 1990) es un deportista sudafricano que compitió en taekwondo. Ganó una medalla de bronce en los Juegos Panafricanos de 2011 en la categoría de –58 kg.

## Palmarés internacional
| Juegos Panafricanos | Juegos Panafricanos | Juegos Panafricanos | Juegos Panafricanos |
| Año                 | Lugar               | Medalla             | Categoría           |
| ------------------- | ------------------- | ------------------- | ------------------- |
| 2011                | Maputo (Mozambique) | Medalla de bronce   | –58 kg              |